# Eunidia idactiformis
Eunidia idactiformis là một loài bọ cánh cứng trong họ Cerambycidae.